# 미즈호시
미즈호시(일본어: 瑞穂市)는 일본 기후현 남서부에 있는 시이다.

## 지리
노비평야의 북서부, 기후시와 오가키시 사이에 끼인 지역에 위치한다. 로쿠 지구만 이비강의 우안에 있다. 이는 메이지 시대까지 이비강이 로쿠의 서쪽을 흐르던 흔적으로 현재도 작은 강이 흐르고 있다.

## 인접하는 자치체
- 기후시, 오가키시, 모토스시
- 모토스군 기타가타정
- 안파치군 고도정, 안파치정

## 역사
- 1948년 10월 1일 - 호즈미촌이 정으로 승격해 호즈미정이 되었다.
- 2003년 5월 1일 - 모토스군 호즈미정, 스나미정이 합병해 시로 승격하여 미즈호시가 되었다.

## 인구
| 연도 | 인구   | ±%     |
| ---- | ------ | ------ |
| 1970 | 21,236 | —      |
| 1980 | 32,247 | +51.9% |
| 1990 | 40,074 | +24.3% |
| 2000 | 46,571 | +16.2% |
| 2010 | 51,950 | +11.6% |
| 2020 | 56,388 | +8.5%  |

|                                              | |
| 미즈호시의 전국의 연령별 인구 분포（2005년） | 미즈호시의 연령·남녀별 인구 분포（2005년）                                                                                |
| ■자주색 ― 미즈호시 ■녹색 ― 일본전국          | ■파랑색 ― 남자 ■빨간색 ― 여자                                                                                             |
| · 미즈호시（에 해당되는 지역）의 인구추이    | |
| 일본 총무성 통계국 국세조사 결과             | |
|                                              | 이 그래프는 더 이상 지원되지 않는 레거시 그래프 확장 기능을 사용하고 있습니다. 새로운 차트 확장 기능으로 변환해야 합니다. |

## 교통

### 철도
- 도카이 여객철도 도카이도 본선
- 다루미 철도 다루미선

### 도로
- 국도 제21호선